# Toortsmot
De toortsmot (Paratalanta hyalinalis) is een vlinder uit de familie van de grasmotten (Crambidae). De spanwijdte van de vlinder bedraagt tussen de 28 en 35 millimeter. De soort overwintert als rups.

## Waardplanten
De toortsmot heeft brandnetel, koningskaars en knoopkruid als waardplanten.

## Voorkomen in Nederland en België
De toortsmot is in België een lokale soort. In Nederland was de soort alleen bekend in de periode 1851-1888. De soort kent één generatie die vliegt in de periode juni-juli.